# Paganus (Band)
Paganus ist eine 2000 gegründete Death-Doom-, Sludge- und Funeral-Doom-Band.

## Geschichte
Die Gründungsmitglieder von Paganus, spielten gemeinsam in der lokalen Band Davida und begannen zwischen 2000 und 2005 als Paganus lose Jamsessions. Mit dem neuen Projekt orientierten sich die Musiker in einer neuen musikalischen Richtung ohne konkretes Anliegen daraus ein ernsthaftes Projekt zu festigen. Erst um das Jahr 2005 mit dem Angebot zu einem ersten Auftritten der Band, beschlossen die Musiker sich stärker um Paganus zu bemühen. Die Performance wurde dokumentiert und geriet als Live at Valorock 16.9.2005 in Umlauf. Derweil war die Aufnahme nicht als Demo geplant, sondern als Dokumentation die der Gruppe helfen sollte die eigenen Möglichkeiten zu erforschen und die Stücke weiterzuentwickeln. Aufbauend nahm die Gruppe mehrere Stücke auf und veröffentlichte im Jahr 2007 ein Demo im Selbstverlag und präsentierte einige Stücke über ihren Myspace-Auftritt. Arnstein Petersen von Doom-Metal.com besprach das Demo und beschrieb es als „ein Standardpaket“, das allerdings enthalte, „was benötigt wird, um einen Fan von Oldschool Doom Death zufrieden zu stellen.“ Auf die Online zur Verfügung gestellten Stücke reagierte Gad von Totalrust Music. Er bat die Band um weiteres Material und bot anschließend eine Veröffentlichung als reguläres Studioalbum an. Entsprechend erschien das selbstbetitelte Debüt, mit Überarbeitungen aller bisher arrangierter Stücke, 2008 über Totalrust Music.
Das Album stieß auf eine mehrheitlich positive internationale Resonanz. Vereinzelt wurden die Stücke als zu lang und zu wenig konzentriert bemängelt. An anderer Stelle wurde die Gruppe als wenig besonders und ohne Alleinstellungsmerkmal im Genre kritisiert. Dem Gegenüber betonten Rezensenten, dass das Album zur völligen Entfaltung und Wahrnehmung mehrmals gehört werden sollte, da es sonst zu dem genannten Eindrücken generischer und langatmiger Musik kommen könne. Bertrand Marchal schrieb solchen Urteilen gegenüberstehend für Doom-Metal.com, dass die Band gerade dort erfolgreich sei wo viele andere Genre-Interpreten versagen würden. Ihr Spiel wirke beängstigend und geradezu heimgesucht. Ähnlich verglich auch Frank Hellweg das Debüt für Vampster mit anderen Genreveröffentlichungen und schrieb, dass Paganus da „wo viele ähnliche Bands durch derbes Rumgedröhne eher langweilen oder nerven, [es schaffen], sich an die Psyche des Zuhörers heranzuschleichen und einen eisig kalten Schleier um einen zu legen.“ In weiteren Besprechungen heißt es, dass das Album eine „zerstörerische negative Energie“ transportiere, ein „Schädelspalter“ und „die bisher beste Veröffentlichung von Totalrust Music“ sei.
Die Gruppe absolvierte nach der Veröffentlichung einige Auftritte in Finnland, unter anderem mit Stumm und Profetus, und kündigte die Produktion eines weiteren Studioalbums an. Dem noch 2009 bekräftigten Wille einer weiteren Veröffentlichung folgte jedoch keine Umsetzung.

## Stil
Paganus spielen eine, nach eigenen Angaben von Neurosis, Burning Witch und Yob beeinflusste, Variante eines Extreme Doom. Der Stil wird als außergewöhnlich langsamer Crossover aus Death Doom, Drone Doom und Sludge kategorisiert. Dabei werden Vergleiche zu Interpreten wie Khanate, Buring Witch, Grief, Toadliquor, Disembowelment, Winter und Runemagick bemüht. Das Debüt wird besonders in Relation zu Burning With und dem Frühwerk von Khanate gestellt, während das Demo noch stärker mit Initiatoren des Death- und Funeral-Doom assoziiert wurde. Die Band bestätigt indes den prägenden Einfluss durch Burning Witch und hebt die Idee, ebensolche Musik wie Burning Witch zu spielen, als wesentlich Beweggrund für die Entstehung von Paganus hervor.
Das Demo wird von Arnstein Petersen als Death Doom ohne „Melodie oder weinendes Zeug“ beschrieben. Die Grundelemente blieben erhalten und die Musik von Paganus greife auch nachkommend auf ein simples Riffing, dass als „zäh und langsam sowie selbstredend unglaublich heavy“ beschrieben wurde, zurück. Der Stil sei geprägt von den langsam gespielten Rhythmusinstrumenten und einem als bösartig wahrgenommenen Gesang. Dabei wird das Debüt-Album verstärkt dem Sludge zugerechnet.

„Der Titelsong transportiert die Gruselstimmung von BLACK SABBATHs Black Sabbath in ein weitaus derberes Gewand mit zermürbender Schwere und kratzig drohenden bis böse grollenden Vocals. Ähnlich aufs Gemüt drückend kriechen PAGANUS durch vier Songs, die für Fans von Sludge- und Doom/Death-Acts wie z.B. BURNING WITCH oder auch NEUROSIS ein Fest sind.“

„Auf dem Album regiert extremer Doom mit Schlagzeug im Sekundentakt […]. Bass und Gitarren wurden erwartungsgemäß sehr tief gestimmt, und über die Gitarren zusätzlich eine starke Verzerrung gelegt.“

Hinzukommend streut die Band Klargesang, der laut Doom-Metal.com an Louis Armstrong erinnere, ein. Als weitere Ergänzungen werden Ambient- beziehungsweise Noise-Elemente sowie gesprochene Passagen angeführt.

## Diskografie
- 2006: Live at Valorock 16.9.2005 (Live-Demo, Selbstverlag)
- 2007: Promo 2007 (Demo, Selbstverlag)
- 2008: Paganus (Album, Totalrust Music)